# Dorfkirche Seifartsdorf

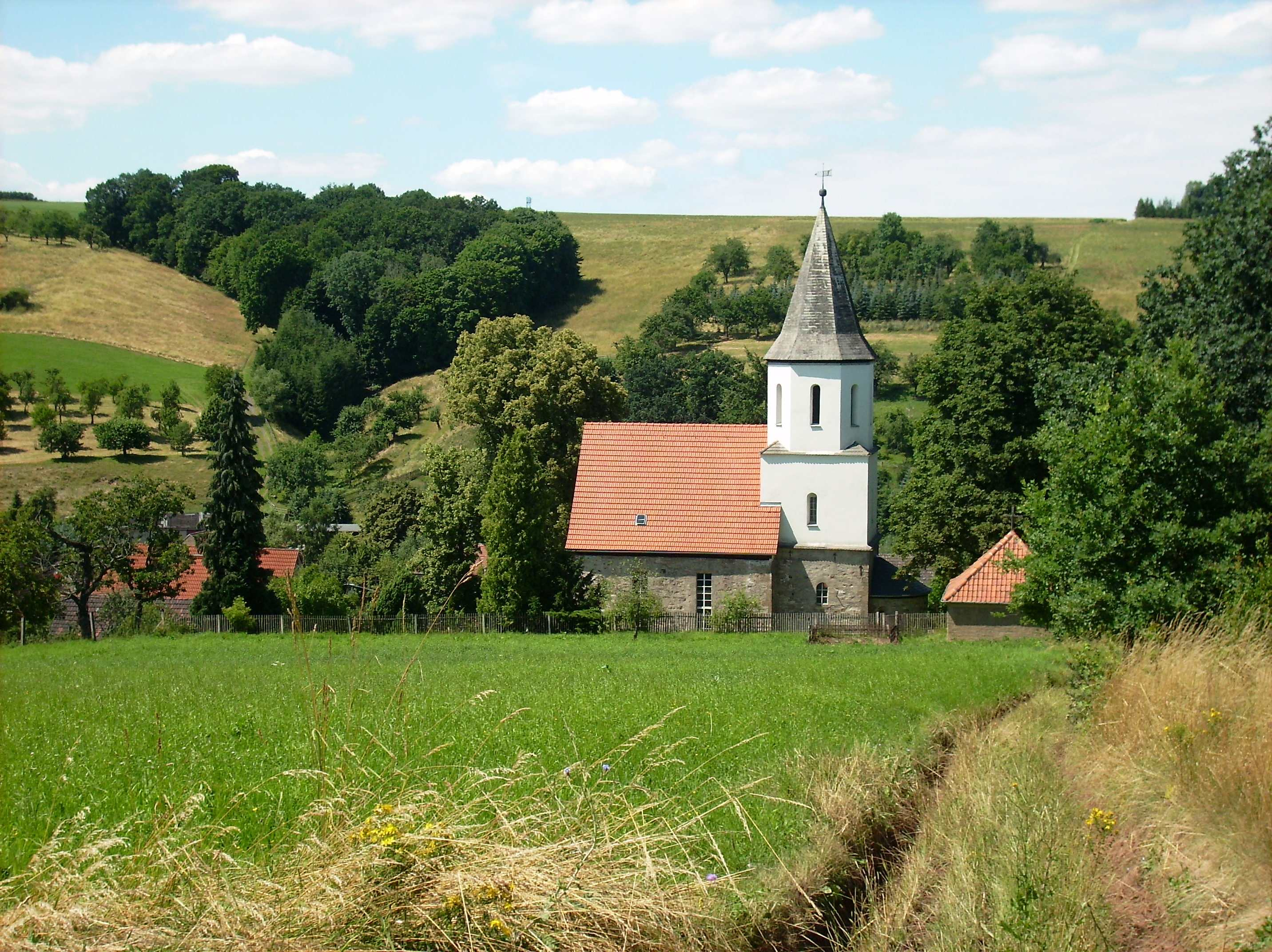
Die Kirche

Die Dorfkirche Seifartsdorf steht in der Gemeinde Seifartsdorf im Saale-Holzland-Kreis in Thüringen. Sie gehört zum Pfarrbereich Eisenberg-Crossen im Kirchenkreis Eisenberg der Evangelischen Kirche in Mitteldeutschland.

## Geschichte
Die kleine romanische einschiffige Kirche im Süden des Ortes wurde 1250 gebaut. Der einstige Triumphbogen wurde mit der Apsis und dem Quereingang verbaut.
Das Portal wurde 1803 auf die Westseite verlegt und der Taufstein eingemauert. Dieser wurde 1930 wieder aufgestellt.
Der nachmittelalterliche Turmaufsatz aus Fachwerk wurde 1870 massiv erneuert.
Das Haus besitzt dreiseitige Emporen.

## Orgel
Die Orgel stellte die Firma Poppe aus Roda 1823 auf.